# Archidiácono
El archidiácono (del griego ἀρχι: el primero y διάκονος: servidor, ministro) o arcediano era el diácono principal de una catedral. Se ocupaban principalmente de obras de caridad que ejercían de parte del obispo, de administrar las diócesis y finalmente de dirigir algunas zonas (especialmente rurales) llamadas archidiaconados o arcedianatos. Estas zonas fueron sustituidas por el Concilio de Trento, y la figura del archidiácono fue decayendo desde entonces en la Iglesia católica hasta desaparecer por completo. En otras iglesias cristianas, como la Iglesia Ortodoxa y la Comunión Anglicana, la figura del archidiácono se sigue manteniendo.

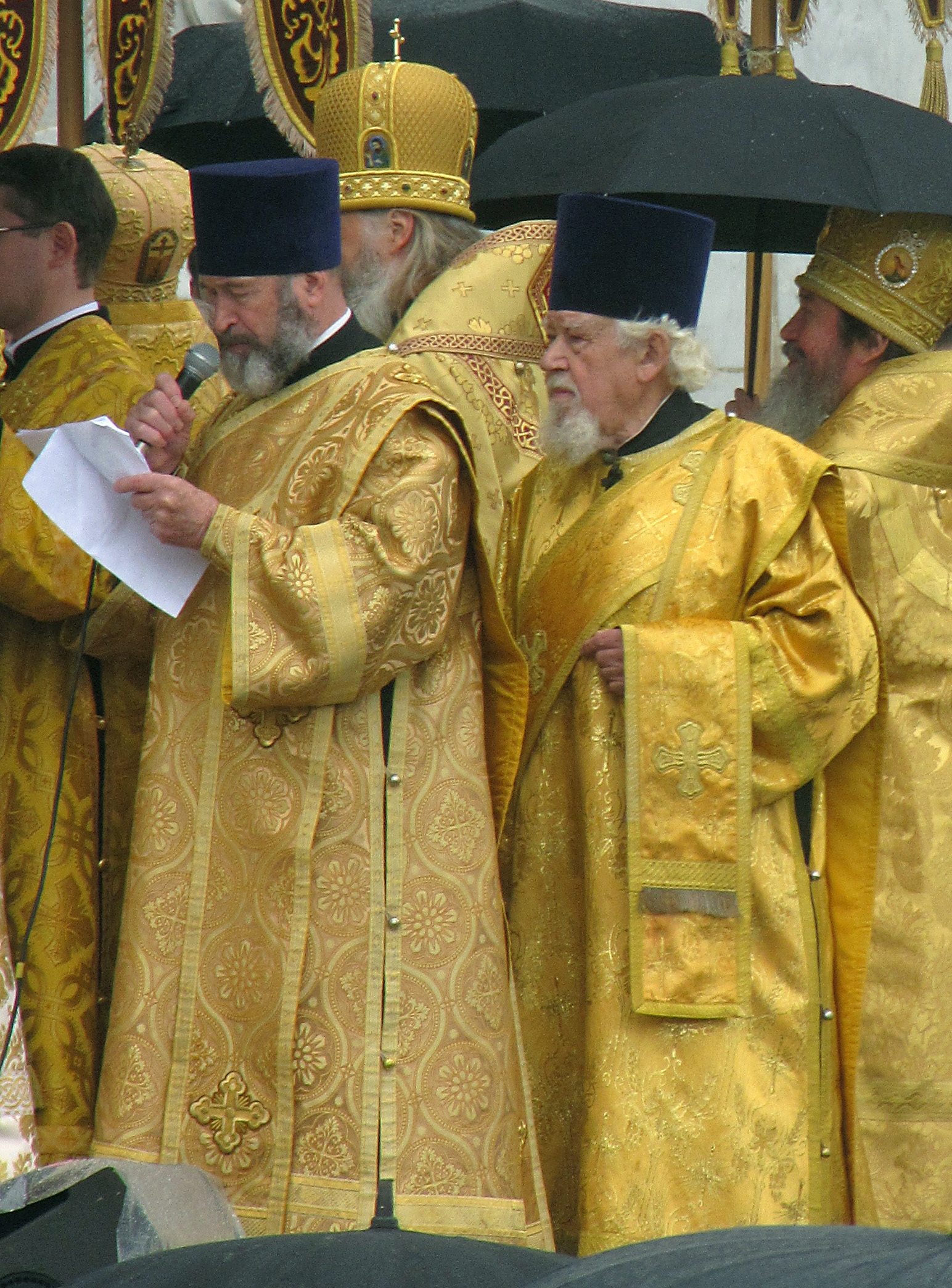
El protodiácono Vladimir Nazarkin (izquierda) y el archidiácono Andrei Mazur de la Iglesia Ortodoxa Rusa durante la procesión.

## Historia y funciones
El arcediano es el primero o superior de los diáconos o ministros de la iglesia primitiva[cita requerida], de ahí que recibiese también el nombre de archidiácono. Su función era encargarse de los asuntos temporales, junto al obispo; además, mandaba a los diáconos urbanos y rurales, dirigía a los anteriores en el servicio de la mesa sagrada y, finalmente, en las ordenaciones llamaba a los ordenados y los presentaba al obispo.
Así se llamó al cargo que ocupó el lugar del antiguo diaconus episcopi («diácono del obispo») y cuya función era realizar la caridad y asistencia de los pobres y necesitados de parte del obispo. En el siglo IV ya aparece el título de archidiácono pero con otra función: una especie de secretario personal u hombre de confianza. Sin embargo, luego fue asumiendo los roles del diaconus episcopi y otros como la administración de la iglesia (es decir, de la diócesis) y la vigilancia sobre la disciplina del clero.
En el año 772, Heddo, obispo de Estrasburgo, dividió su diócesis en archidiaconados y puso al frente de cada uno de ellos a un archidiácono. Se ocupaban especialmente de la disciplina eclesiástica. En el orden jerárquico ocupaba el estamento inmediatamente inferior al obispo, encontrándose directamente a sus órdenes, en la administración de la diócesis, por lo que estaba al frente del cabildo como jefe de los auxiliares de este.

### En la tradición católica
Para el siglo XII la figura del arcediano se había extendido por toda la cristiandad y se le habían encargado nuevas funciones como las de juez en causas eclesiásticas, siempre con la autoridad delegada del obispo; aparece en los cabildos catedralicios para presidirlos, como vicario nato del obispo, juez o provisor, administrador de los bienes y visitador de la diócesis; tenía potestad sobre arciprestes rurales, párrocos y demás presbíteros, convocaba el sínodo diocesano, unía y desmembraba beneficios e imponía censuras. Aunque su autoridad emanaba del obispo, llegó a emanciparse del mismo.
En la actualidad estos deberes son asignados a un vicario general, figura que en la Iglesia católica fue sustituyendo al archidiácono de forma progresiva (comenzando por las labores relacionadas con su carácter de jueces) a partir del siglo XVI. El Concilio de Trento limitó su jurisdicción, ante los abusos de autoridad en que incurrieron muchos arcedianos, creando en su lugar la figura del vicario general, con lo que el papel del arcediano se redujo a una mera dignidad, y eliminó los arcedianatos rurales.

### En la tradición ortodoxa
En la tradición y jurisdicción de la Iglesia Ortodoxa, el Archidiácono sigue manteniendo la nomenclatura y la mayoría de sus funciones ancestrales. principalmente el auxiliar a un Arzobispo en todas sus tareas eclesiásticas.

### En la tradición anglicana y episcopal
En la Comunión Anglicana se sigue manteniendo la nomenclatura de arcediano o archidiácono para los auxiliares del obispo (archdeacon). Pero en la Iglesia Episcopal de los Estados Unidos, los auxiliares de los obispos se llaman canónigos (canons). Los arcedianos pueden tener la función de entrenar y supervisar al diaconado, así como de asistir al obispo durante eventos litúrgicos.